# Achytonix orae
Achytonix orae är en fjärilsart som beskrevs av Bethune-Baker. Achytonix orae ingår i släktet Achytonix och familjen nattflyn. Inga underarter finns listade i Catalogue of Life.